# T in the Park
T in the Park è stato un grande festival musicale svoltosi ogni anno in Scozia dal 1994 al 2017. Prendeva il nome dal suo sponsor principale, l'azienda produttrice della birra Tennent's (la Wellpark Brewery). 
Originariamente si svolgeva a Strathclyde Park, ma nel 1997 si trasferì nel campo d'aviazione in disuso di Balado. Nel 2007 la durata dell'evento fu estesa da due a tre giorni. Nel 2008 fu introdotta la possibilità di accamparsi il giorno prima del festival.
Oltre ai sette diversi scenari, vi erano ampie aree di campeggio che ospitavano la maggior parte dei frequentatori di festival. Erano disponibili anche punti di sosta e magazzini, così come altre attrazioni quali fiere, pozzi di grandi dimensioni e una ruota panoramica.
Il festival era associato al Big Day Out, che ha luogo lo stesso fine settimana a Oxegen, in Irlanda, e prevede una scaletta di artisti piuttosto simile a quella che proponeva il T in the Park.
L'edizione 2017 del festival fu annullata nel novembre 2016. Al posto del T in the Park fu fondato un nuovo festival, il TRNSMT, da svolgersi nello stesso fine settimana in cui avrebbe dovuto svolgersi il T in the Park, a Glasgow Green. 
Nel luglio 2019 l'organizzatore del festival, Geoff Ellis, confermò che il T in the Park non si sarebbe più svolto.

## Cronistoria degli artisti

### 2002
Main Stage
| 13 luglio | 14 luglio |
| - Oasis - Primal Scream - Gomez - No Doubt - Starsailor - The Dandy Warhols - The Polyphonic Spree - Proud Mary - DJ Arthur Baker | - The Chemical Brothers - Foo Fighters - Green Day - The Hives - Jimmy Eat World - Mull Historical Society - Beverley Knight - DJ Arthur Baker |

BBC Radio 1/NME Stage
| 13 luglio | 14 luglio                                                                                               |
| - Basement Jaxx - Morcheeba - Idlewild - A - Less than Jake - The Cooper Temple Clause - Rival Schools - Hoobastank - Halo | - Air - Doves - The Beta Band - SWR (Shaun Ryder) - Hundred Reasons - Spunge - Seafood - The Parkinsons |

King Tuts Wah Wah Tent
| 13 luglio | 14 luglio                                                                                              |
| - Badly Drawn Boy - Black Rebel Motorcycle Club - Tricky - Joe Strummer & The Mescaleros - Haven - The Music - The Coral - Athlete - Leaves - Ashton Lane | - Ian Brown - Mercury Rev - Sonic Youth - The Electric Soft Parade - The Shining - Delta - Kid Galahad |

Slam Tent
| 13 luglio | 14 luglio |
| - Groove Armada - Slam (Orde Meikle & Stuart McMillan) - The Youngsters - Harry 'Choo Choo' Romero - Tom Middleton's Cosmos - Dot Allison - DJ Q - Harri & Domenic | - Orbital - Richie Hawtin - Marco & Gaetano - Green Velvet - Layo & Bushwacka! - Percy X - FC Kahuna - Master H - Cinephile |

T Break Tent
| 13 luglio | 14 luglio |
| - Cholo - Major Major - Kain - 1" Volcano - The Day I Snapped - Policechief - The Grim Northern Social - Degrassi - Nerve - Julia Thirteen - MC Sleazy | - X-Tigers - Jetstar - Workshy - Cannon - Snodgrass - Odeon Beat Club - Tippi - Monica Queen - Eska - Vera Cruise - August 81 - Bendy Toy |

### 2003
Main Stage
| 12 luglio | 13 luglio |
| - R.E.M. - The Flaming Lips - Idlewild - The Cardigans - The Proclaimers - Biffy Clyro - Skin - Martin Grech - Kings of Leon | - Coldplay - The Charlatans - Feeder - Supergrass - The Coral - Sugababes - Echo & the Bunnymen - The Darkness |

BBC Radio 1/NME Stage
| 12 luglio | 13 luglio |
| - The Music - The Polyphonic Spree - Super Furry Animals - John Squire - The Saw Doctors - Kings of Leon - Snow Patrol - Turbonegro - The Warlocks | - Underworld - The Streets - Turin Brakes - The Roots - Inspiral Carpets - The Cooper Temple Clause - Hell Is for Heroes - The Raveonettes - Longview |

King Tut's Wah Wah Tent
| 12 luglio                                                                                             | 13 luglio |
| - Tricky - The Datsuns - Flint - The Jeevas - Mint Royale - Speedway - The Basement - The Futureheads | - Teenage Fanclub - Lemon Jelly - Mull Historical Society - Death in Vegas - Appleton - Damien Rice - The Thrills - The Grim Northern Social - Alfie - Mankato |

X Tent
| 12 luglio | 13 luglio |
| - The Mars Volta - The Eighties Matchbox B-Line Disaster - Athlete - InMe - Cosmic Rough Riders - Har Mar Superstar - Franz Ferdinand - The Stands - The Zutons - The Rain Band | - The Rapture - Tom McRae - OK Go - Ed Harcourt - Ron Sexsmith - The All-American Rejects - Kinesis - Funeral for a Friend - The Bandits - Myslovitz |

Slam Tent
| 12 luglio | 13 luglio                                                                                       |
| - Deep Dish - Laurent Garnier - Dave Clarke - Vitalic - H Foundation - 20:20 Soundsystem - Brett Johnson - Mash (Jengahead) | - Röyksopp - Richie Hawtin - Green Velvet - Slam - DJ Sneak - GusGus - FC Kahuna - Ewan Pearson |

## Performance celebri
Sia nel 2007 che nel 2008 la cantante londinese Amy Winehouse si è esibita dal vivo a T in the Park riscuotendo molto successo. Durante i concerti ha eseguito molti brani, tra i quali Back to Black, Love Is a Losing Game, You Know I'm No Good, Just Friends, Rehab, Valerie e Cupid.